# GPE - Telemond
Il termine GPE - Telemond fa riferimento a un insieme di circuiti televisivi, comprendenti in totale 25 emittenti, appartenenti alla Mondadori, attivo dal 7 ottobre 1979 al 4 ottobre 1981.
Il termine, mai utilizzato ufficialmente, risulta dall'affiancamento dei nomi di due aziende:
- GPE (acronimo di Gestione Pubblicità Editoriale), azienda concessionaria di pubblicità della Mondadori, attiva dal 1978 al 1987;
- Telemond, società produttrice di programmi televisivi, attiva dal 1979 al 1983.

## Storia
Fin dagli anni '70 la Mondadori cominciò a investire nel mercato dell'emittenza privata: nacque in quel periodo, infatti, una concessionaria di pubblicità, Giuliano Re & C. S.p.A., di proprietà di Giuliano Re (futuro direttore generale di TV Port) e di Mondadori. Nel novembre del 1978 Giuliano Re uscì dall'azionariato dell'azienda, la quale passò sotto il controllo della Mondadori; contestualmente l'azienda mutò nome in GPE: Renato Minetto era presidente della società e Michele Muzii era amministratore delegato. L'azienda cominciò ad accordarsi con una ventina di emittenti sparse in tutta Italia per gestire la raccolta pubblicitaria delle stesse, creando di fatto un circuito. Tali accordi divennero operativi dal 7 settembre 1979.
Il 8 ottobre 1979 prese il via il primo esperimento di circuito televisivo, chiamato Progetto 1, che durò un solo anno. Progetto 1 si serviva dell'interconnessione come stratagemma per trasmettere gli stessi programmi, alla stessa ora, su tutte le reti associate. La raccolta pubblicitaria del circuito era gestita da GPE.
La società Telemond nacque l'8 dicembre 1979, e serviva a gestire tutte le partecipazioni nelle emittenti private e produrre, acquistare e commercializzare prodotti televisivi. Presidente della società divenne Piero Ottone.
Emittente capofila del circuito era la RTI Rete Televisiva Italiana di Roma. Trasmetteva perlopiù telenovelas sudamericane e aveva un contenitore di cartoni animati (Ciao Ciao) sia della Hanna-Barbera sia giapponesi.
Il 7 ottobre 1980, il circuito Progetto 1 venne sostituito da Progetto 2, avente lo stesso scopo sperimentale di Progetto 1. Lo stesso giorno nacque un altro circuito: GPE 80, la cui raccolta pubblicitaria era gestita ancora da GPE. La particolarità di quest'ultimo era che in esso erano presenti reti di proprietà di Rusconi come Antenna Nord e Quinta Rete.
La differenza tra Progetto 2 e GPE 80 si basava sulla fornitura dei programmi: il primo aveva come fornitore la RTI Distribuzione (RTID) di Perrone, il secondo invece aveva come fornitori Telemond e Rusconi Editori Associati (REA).
Il circuito acquisì una certa notorietà grazie al programma Le interviste di Enzo Biagi, condotto da Enzo Biagi e trasmesso nel corso del 1981, nel quale vennero intervistati personaggi come i figli di Aldo Moro, Agnese e Giovanni, il generale Carlo Alberto dalla Chiesa e il presidente della Repubblica Sandro Pertini.
Il 4 ottobre del 1981 il circuito venne chiuso, e molte delle emittenti che ne facevano parte divennero parte del nuovo network di Rete 4 il 4 gennaio 1982; il nuovo circuito era inizialmente di proprietà di Mondadori, Caracciolo e Perrone. Contestualmente Rusconi abbandonò il progetto con GPE iniziando a lavorare su un circuito di sua iniziativa, cioè quello di Italia 1.

## Emittenti affiliate
In questa tabella sono elencate le emittenti affiliate ai circuiti Progetto 2 e GPE 80.
| Emittente                             | Progetto 1/Progetto 2 | GPE 80 |
| ------------------------------------- | --------------------- | ------ |
| TeleStudio Torino                     | Si                    | Si     |
| Antenna Nord                          | Si                    | Si     |
| Videodelta                            | No                    | Si     |
| Televisione delle Alpi                | No                    | Si     |
| Tivuesse Telesecolo                   | Si                    | No     |
| TN4 Telenord                          | No                    | Si     |
| TVR Verona                            | Si                    | Si     |
| Telequattro                           | No                    | Si     |
| Tele Trieste                          | Si                    | No     |
| Tele Libera Firenze                   | Si                    | Si     |
| Tele Toscana Nord                     | Si                    | Si     |
| Tele Radio Centro Italia              | Si                    | Si     |
| Telecolor TVP                         | Si                    | Si     |
| Telelazio                             | No                    | Si     |
| RTI Rete Televisiva Italiana          | Si                    | No     |
| Quinta Rete                           | No                    | Si     |
| Teleuropa                             | Si                    | Si     |
| TCA Televisione Commerciale Abruzzese | Si                    | Si     |
| Teledue                               | Si                    | Si     |
| Telesalento                           | Si                    | Si     |
| Telespazio TV                         | Si                    | Si     |
| TRM Tele Radio del Mediterraneo       | Si                    | Si     |
| Video Siracusa                        | Si                    | Si     |
| RTP Radio Televisione Peloritana      | Si                    | Si     |
| La Voce Sarda                         | Si                    | Si     |